# Giuseppe Barale
Giuseppe Barale  (* 1. Juni 1934 in Villadossola; † 27. April 2007 ebenda) war ein italienischer Radsportler und nationaler Meister im Radsport.

## Sportliche Laufbahn
Barale wurde 1955 italienischer Meister der Amateure im Straßenrennen. In der nächsten Saison startete er als Berufsfahrer. Als solcher gelang ihm im ersten Jahr als Profi der Sieg in der Trofeo Visentini. 1959 gewann er die Vier-Kantone-Rundfahrt in der Schweiz. Dies blieben seine einzigen Erfolge als Berufsfahrer neben einigen weiteren Podiumsplätzen bei Eintagesrennen. 1957 war er am Start des Giro d’Italia 1957 und beendete die Rundfahrt auf Platz 75. 1960 beendete er seine Laufbahn.

## Teams
- 1956 San Pellegrino
- 1957 San Pellegrino
- 1958 Bianchi–Pirelli
- 1959 Bianchi–Pirelli